# فريدريك أولسون
فريدريك أولسون (بالسويدية: Fredrik Ohlsson)‏ (و. 1931 – م) هو ممثل، من السويد.

## التعليم
تعلم في الأكاديمية الملكية للفنون المسرحية، في تخصص تمثيل.

## وصلات خارجية
- فريدريك أولسون على موقع IMDb (الإنجليزية)
- فريدريك أولسون على موقع ألو سيني (الفرنسية)
- فريدريك أولسون على موقع ميوزك برينز (الإنجليزية)
- فريدريك أولسون على موقع أول موفي (الإنجليزية)
- فريدريك أولسون على موقع قاعدة بيانات الأفلام السويدية (السويدية)
- فريدريك أولسون على موقع ديسكوغز (الإنجليزية)
- فريدريك أولسون على موقع قاعدة بيانات الفيلم (الإنجليزية)
- فريدريك أولسون على موقع كينوبويسك (الروسية)